# Ancien hôpital de Montbéliard
Pour les articles homonymes, voir Ancien hôpital.
L'ancien hôpital de Montbéliard est un ancien centre médical situé au cœur de la vieille ville de Montbéliard dans le Doubs.

## Histoire
En 1249, Thierry III, comte de Montbéliard, fonde un hôpital au lieut-dit l’îlot « les Graviers » ou « pré de l'Aiguillon » sur la rive droite de l'Allan, à l'extérieur de la ville, afin d'isoler les malades touchés par les épidémies,. Mais en 1450, à cause des pillages et des guerres (notamment les mercenaires écorcheurs du Dauphin futur Louis XI), l'établissement est réinstallé intra muros, place Saint-Martin,. La gestion de ce nouvel établissement est confiée aux bourgeois de la ville, le comte de Montbéliard, Louis V de Wurtemberg, n'ayant plus les moyens d'entretenir un tel service. À cet effet, un recteur est nommé par les magistrats, afin de rendre des comptes sur la gestion de l'hôpital.
Le premier bâtiment construit à l'emplacement actuel date de 1490. Il est situé rue de l'Aiguillon, au pied de la partie du château dite le « Châtel-Devant ». La présence d'une chapelle est attestée en 1562. Elle sera démolie au XVIIIe siècle. L'édifice tel que nous le connaissons a été bâti en 1759 et 1762, et a bénéficié d'un agrandissement en 1850. En 1782, l'hôpital reçoit du tsar de Russie, en visite dans la ville, un don de cent louis d'or. Entre 1852 et 1857, le bâtiment des bains est construit, vraisemblablement par l'architecte Jean Frédéric Fallot.
Initialement réservés au vieillard et infirmes, il est ouvert à tous les malades en 1840. Aménagé pour 25 lits, il est rapidement limité, notamment après la guerre franco-prussienne. Il accueille alors 75 personnes y compris le personnel soignant.
En 1874, la garnison militaire est de retour dans la ville et nécessite des locaux réservés dans l'hôpital. Les militaires sont touchés par la fièvre typhoïde (45 cas en 1878 puis 47 en 1879) et font tripler la population de l'hôpital qui doit s'entasser, les maigres agrandissements n'y changent rien. De plus l'hôpital est sombre, insalubre, humide encaissé dans un tissu urbain hérité du Moyen Âge. Il est chauffé par des poêles à houille qui rougissent et éclairé à la chandelle. Le 5 octobre 1859, un rapport du conseil d’hygiène exige son transfert loin du centre dans les plus brefs délais. Il sera remplacé en 1898 par un nouvel hôpital pavillonnaire chauffé à la vapeur et éclairé par l'électricité qui deviendra le centre hospitalier André-Boulloche.
En 1897, l'ancien hôpital est désaffecté et une partie est détruite en 1902. Les bâtiments abritent jusqu'en 1987 la bibliothèque municipale et ensuite des locaux associatifs. L'établissement de bains, la galerie, l'escalier, l'élévation et la toiture font l’objet d’une inscription au titre des monuments historiques depuis le 7 juillet 1989.

## Architecture
L'édifice a un soubassement en pierre de taille calcaire et les galeries étaient en bois.
Sur la porte d'entrée, une pierre portant mention de la date « 1761 » vient rappeler la date de construction.